# Casper Pedersen
Casper Phillip Pedersen (født 15. marts 1996) er en professionel cykelrytter fra Danmark, der er på kontrakt hos Soudal Quick-Step.

## Banecykling
Han var en del af det danske banelandshold, der vandt bronze ved de olympiske sommerlege i Rio i 2016 i herrernes holdforfølgelse. I 2015 deltog han i VM i banecykling 2015 i herrernes omnium. Han vandt bronzemedalje i holdforfølgelsesløb ved EM i banecykling 2015 i Grenchen, Schweiz.

## Meritter

### Landevej
2013
1. plads, 3. etape, Sint-Martinusprijs Kontich (holdtidskørsel)
2014
2. plads, Paris-Roubaix juniors
3. plads, DM i enkeltstart for juniorer
2015
3. plads, Scandinavian Race Uppsala
2016
2. plads, DM i landevejscykling for U23
2017
 EM i landevejscykling for U23
1. plads, 2. etape, Flèche du Sud
1. plads, GP Horsens
1. plads, 1. etape, PostNord Danmark Rundt
2. plads  Madison (med Niklas Larsen), EM i banecykling
2. plads, Rund um den Finanzplatz Eschborn-Frankfurt U23
2. plads, Fyen Rundt
3. plads, DM i landevejscykling for U23
3. plads, Danmark Rundt
2018
5. plads samlet Fire dage ved Dunkerque
1. plads  Vinder af ungdomstrøjen
2020
1. plads, Paris-Tours
2023
1. plads,  Figueira Champions Classic
3. plads samlet ved Belgien Rundt
2025
3. plads, DM i linjeløb

### Grand Tour tidslinje
| Grand Tour      | 2019 | 2020 |
| --------------- | ---- | ---- |
| Giro d'Italia   | —    | —    |
| Tour de France  | —    | 92   |
| Vuelta a España | 103  | —    |

| —   | Deltog ikke      |
| DNF | Gennemførte ikke |
| IG  | I gang           |

## Udmærkelser
- Årets Talent i dansk cykelsport (2014)[3]